# Uładzimir Tarasau
Uładzimir Iwanawicz Tarasau (biał. Уладзімір Іванавіч Тарасаў, ros. Владимир Иванович Тарасов, Władimir Iwanowicz Tarasow; ur. 10 września 1948 w Szczytkowiczach) – białoruski ekonomista i polityk; doktor nauk ekonomicznych (odpowiednik polskiego stopnia doktora habilitowanego), profesor, naukowiec w dziedzinie polityki pieniężno-kredytowej, bankowości i wycen; członek opozycyjnej wobec Alaksandra Łukaszenki Zjednoczonej Partii Obywatelskiej oraz Społecznego Centrum Naukowo-Analitycznego „Białoruska Perspektywa”.

## Życiorys
Urodził się we wsi Szczytkowicze, w rejonie starodoroskim obwodu bobrujskiego Białoruskiej SRR, ZSRR. W 1975 roku ukończył Białoruski Państwowy Instytut Gospodarki Narodowej, w 1978 roku – aspiranturę w Instytucie Ekonomii Akademii Nauk Białoruskiej SRR. W 1989 roku uzyskał stopień doktora nauk ekonomicznych (odpowiednik polskiego stopnia doktora habilitowanego). Temat jego dysertacji doktorskiej brzmiał: Koszty społeczne niezbędne a cena nowej techniki. W 1997 roku (według innego źródła – w 1998 roku) uzyskał tytuł profesora.
W latach 1966–1967 pracował jako ślusarz w Kombinacie Materiałów Budowlanych w Witebsku. W 1968 roku był mechanikiem w Kraju Krasnodarskim w Rosyjskiej FSRR. 
W latach 1978–1994 pracował w Instytucie Ekonomii Akademii Nauk Białoruskiej SRR (od 1991 roku Akademia Nauk Białorusi). Najpierw był tam młodszym pracownikiem naukowym, następnie starszym pracownikiem naukowym, kierownikiem sekcji, od 1986 roku – kierownikiem zakładu, od 1989 roku – zastępcą dyrektora ds. naukowych. W latach 1994–1996 pracował w Narodowym Banku Białorusi, najpierw jako główny konsultant, a od 1995 roku – szef grupy doradców przy Zarządzie. W latach 1996–1999 był profesorem Białoruskiego Państwowego Uniwersytetu Ekonomicznego. Od 1999 roku pełnił funkcję kierownika katedry w Białoruskim Uniwersytecie Państwowym.
W 1996 roku został członkiem opozycyjnej wobec prezydenta Alaksandra Łukaszenki Zjednoczonej Partii Obywatelskiej (ZPO) oraz Komitetu Narodowego ZPO. W latach 1995–1999 był członkiem Rady Założycieli Społecznego Centrum Naukowo-Analitycznego „Białoruska Perspektywa”.

## Prace
Uładzimir Tarasau jest autorem monografii, cyklu wykładów i ponad 200 prac naukowych z zakresu polityki pieniężno-kredytowej, bankowości i wycen. Do jego prac należą m.in.:
- Stoimost´ i cena maszyn w usłowijach intiensiwnogo choziajstwowanija. Mińsk: 1985. (ros.). Brak numerów stron w książce;
- Tieorija ceny na nowuju tiechniku. Mińsk: 1989. (ros.). Brak numerów stron w książce;
- Dienieżno-krieditnaja politika Riespubliki Biełaruś: instrumienty gos. riegulirowanija. Mińsk: 1998. (ros.). Brak numerów stron w książce;
- Dien´gi, kriedit, banki. Mińsk: 1998. (ros.). Brak numerów stron w książce;
- Sowriemiennaja monietarnaja politika. Mińsk: 1999. (ros.). Brak numerów stron w książce;
- Dien´gi. Dienieżno-krieditnaja politika. Bankowskoje dieło. Mińsk: 2001. (ros.). Brak numerów stron w książce.

## Życie prywatne
Uładzimir Tarasau jest żonaty, ma trzy córki.